# Canthylidia cana
Canthylidia cana är en fjärilsart som beskrevs av Turner 1943. Canthylidia cana ingår i släktet Canthylidia och familjen nattflyn. Inga underarter finns listade i Catalogue of Life.